# William Vandever

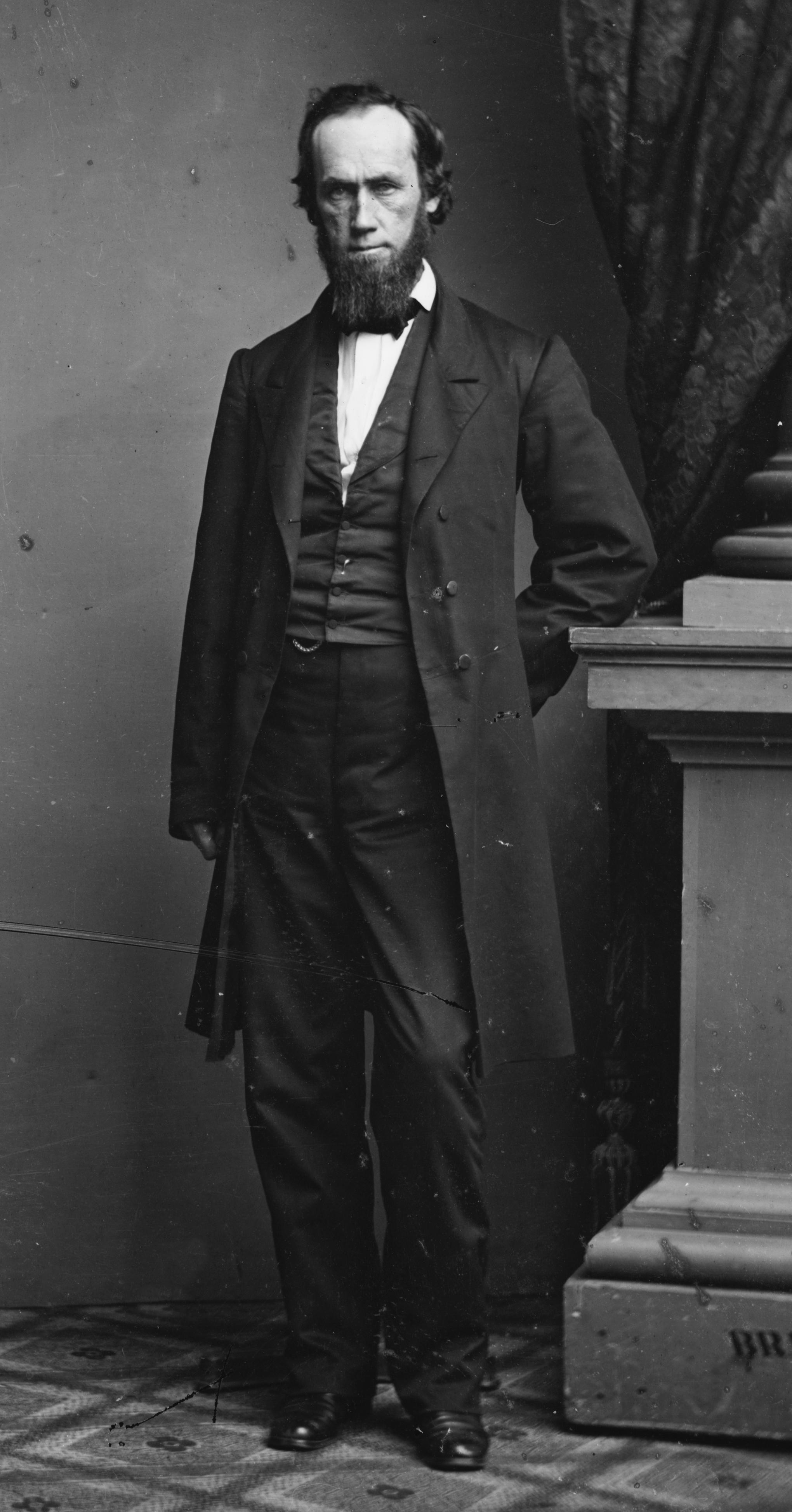
William Vandever

William Vandever (* 31. März 1817 in Baltimore, Maryland; † 23. Juli 1893 in Ventura, Kalifornien) war ein US-amerikanischer Politiker. Zwischen 1859 und 1861 vertrat er den Bundesstaat Iowa und von 1887 bis 1891 den Staat Kalifornien im US-Repräsentantenhaus. Außerdem war er General der Unionsarmee während des Amerikanischen Bürgerkrieges.

## Werdegang
William Vandever besuchte die öffentlichen Schulen seiner Heimat, an denen er eine gute Ausbildung erhielt. Im Jahr 1839 zog er nach Illinois und im Jahr 1851 nach Iowa. Nach einem Jurastudium und seiner im Jahr 1852 erfolgten Zulassung als Rechtsanwalt begann er in Dubuque in seinem neuen Beruf zu praktizieren.
Politisch schloss sich Vandever der 1854 gegründeten Republikanischen Partei an. 1858 wurde er als deren Kandidat im zweiten Wahlbezirk von Iowa in das US-Repräsentantenhaus in Washington, D.C. gewählt, wo er am 4. März 1859 die Nachfolge von Timothy Davis antrat. Nach einer Wiederwahl im Jahr 1860 hätte er bis zum 3. März 1863 zwei volle Legislaturperioden im Kongress absolvieren können. Tatsächlich übte er sein Mandat aber nur bis zum 24. September 1861 aus. Ab diesem Tag nahm er als Offizier der Union am Bürgerkrieg teil. Da er aber sein Mandat im Kongress nicht formal aufgab, blieb sein Sitz bis zum Beginn der folgenden Legislaturperiode am 4. März 1863 vakant. Im Frühjahr 1861 nahm er an einer erfolglosen Konferenz in Washington teil, auf der der Ausbruch des Krieges in letzter Minute verhindert werden sollte.
Im Verlauf des Bürgerkrieges stieg Vandever vom Oberst bis zum Brevet-Generalmajor auf. Dabei nahm er an mehreren Schlachten teil. Nach dem Krieg arbeitete er zunächst wieder als Anwalt in Dubuque. Im Jahr 1873 wurde er von US-Präsident Ulysses S. Grant zum Indianerinspektor der Bundesregierung ernannt. Dieses Amt bekleidete er bis 1877. Im Jahr 1884 zog er nach San Buenaventura in Kalifornien.
In seiner neuen Heimat setzte Vandever seine politische Laufbahn fort. Bei den Kongresswahlen des Jahres 1886 wurde er für den sechsten Distrikt von Kalifornien erneut in das US-Repräsentantenhaus gewählt. Dort löste er am 4. März 1887 Henry Markham ab. Nach einer Wiederwahl im Jahr 1888 konnte er bis zum 3. März 1891 für zwei Legislaturperioden den Staat Kalifornien im Kongress vertreten. Dabei war er an den Plänen zur Gründung des Yosemite-Nationalparks und des Sequoia-Nationalparks beteiligt. Im Jahr 1890 verzichtete Vandever auf eine weitere Kandidatur für den Kongress. Er starb am 23. Juli 1893 in Ventura und wurde dort auch beigesetzt.